# كيتشي سوزوكي (متزلج سريع)
كيتشي سوزوكي (باليابانية: 鈴木惠一؛ بالكانا: すずき けいいち) هو متزلج سريع ياباني، ولد في 10 نوفمبر 1942 في سخالين في روسيا.

## وصلات خارجية
- كيتشي سوزوكي على موقع SpeedSkatingBase.eu (الإنجليزية)
- كيتشي سوزوكي على موقع SpeedSkatingNews.info (الإنجليزية)
- كيتشي سوزوكي على موقع SpeedSkatingStats.com (الإنجليزية)
- كيتشي سوزوكي على موقع اللجنة الأولمبية الدولية (الإنجليزية)
- كيتشي سوزوكي على موقع أوليمبيديا (الإنجليزية)